# 電子遊戲移植
遊戲移植，又叫平臺移植。是電子遊戲生產時針對使用不同遊戲平台的遊戲人群而進行的游戏程序改造活动。主要的目的是增加銷量與普及率。涉及到的移植难度，主要是代码差异。如适用微软DirectX技术编写的程序移植到任何只有OpenGL支持的软件和硬件平台，如PlayStation和Wii、Mac。也有使用兼容层技术（如Wine）移植，主要针对不开放的DirectX，减少改写的代码数目，降低成本，如用Cedega移植到Linux的EVE Online。
使用跨平台的软件会使平台移植简单的多。这也是OpenGL和SDL的优势。
移植遊戲對於開發者來說，衹要遊戲機廠商願意配合，都可以順利完成。尤其在現今各大遊戲主機瓜分市場之際，遊戲在多平臺發售已經成為趨勢，但對於少數平臺之間系統差異極大，導致移植相當困難或者移植時間太長，可能使移植成本太大而取消計劃。多年前在如今已經停產的遊戲機上推出的經典遊戲作品，亦常被移植到最新遊戲平台上，並通常稱爲“復刻版”。